# 느왕쿼 오비오라
느왕쿼 에메카 오비오라(Nwankwo Emeka Obiora, 1991년 7월 12일 ~ )는 나이지리아의 축구 선수로 현재 포르투갈 프리메이라리가의 GD 샤베스의 수비형 미드필더로 뛰고 있다.